# Durga Bahadur Subedi

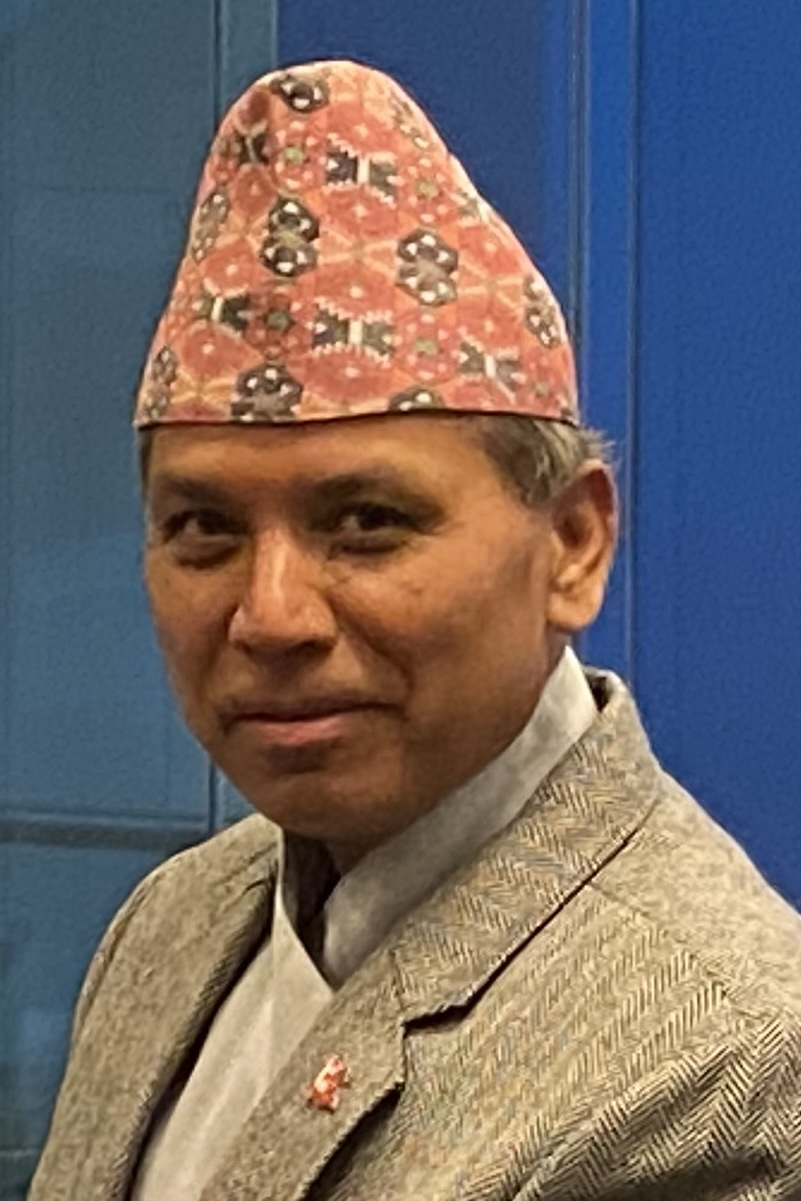
Durga Bahadur Subedi, 2020

Durga Bahadur Subedi (Nepali दुर्गा बहादुर सुवेदी; * 1967) ist ein nepalesischer Diplomat.

## Studium
In den frühen 1990er Jahren studierte er an der University of Leeds.

## Werdegang
1987 trat er in den nepalesischen Auswärtigen Dienst ein.
Von 2000 bis 2006 war er Gesandtschaftssekretär erster Klasse nächst dem UNO-Hauptquartier.
Am 1. Dezember 2016 wurde er von Elisabeth II. im Buckingham Palace zur Entgegennahme seines Akkreditierungsschreibens empfangen.
Am 27. April 2017 wurde er in Dublin zum Botschafter in Dublin mit Sitz in London akkreditiert.
Am 18. Mai 2018 wurde er zum Botschafter in Valletta mit Sitze in London akkreditiert.